# 塔瓦伊夫

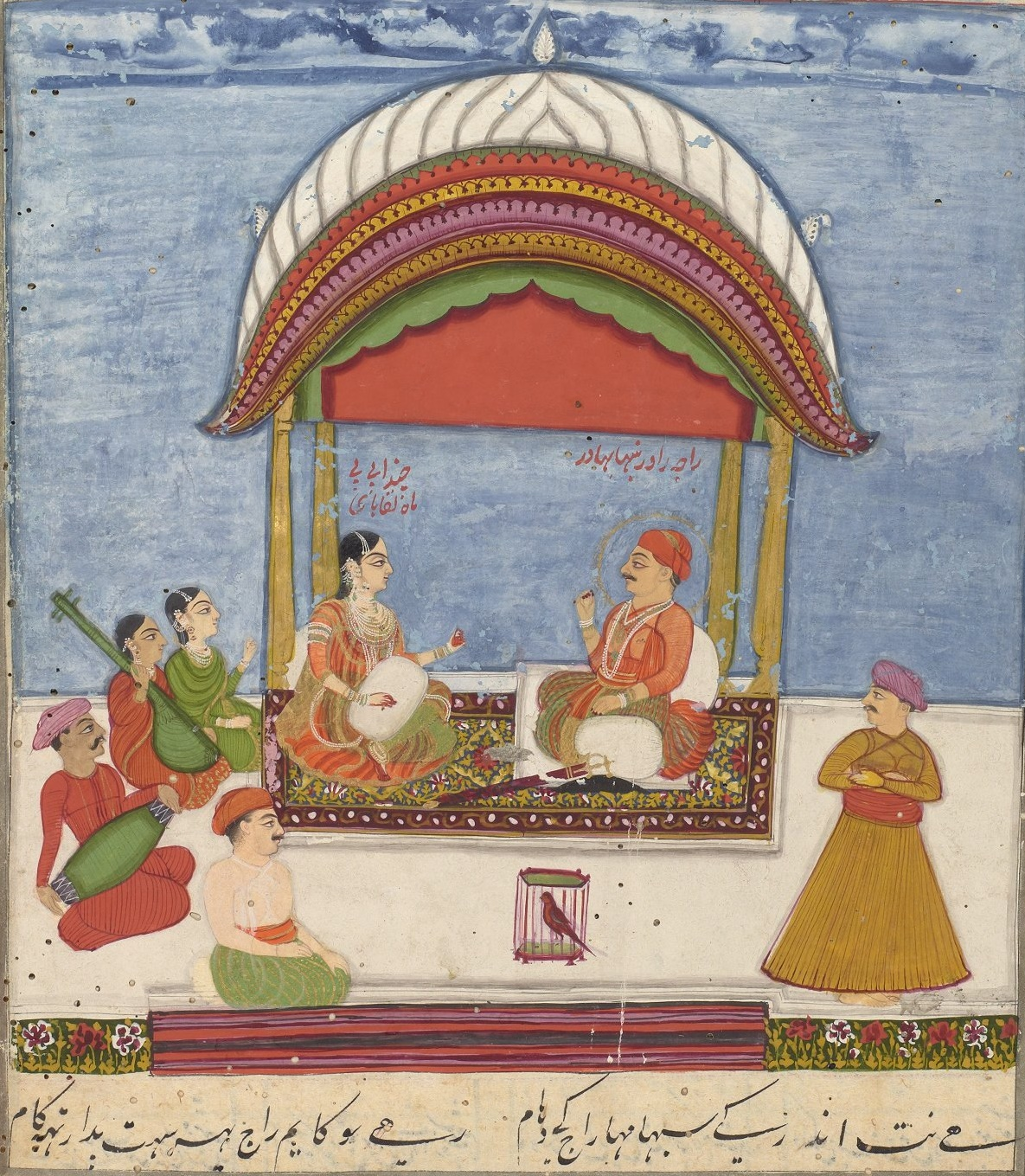
正在演奏樂器的塔瓦伊夫瑪菈卡拜

塔瓦伊夫是起源于印度莫卧儿帝国的女表演者，属于为君主和贵族提供表演的艺妓。塔瓦伊夫在歌舞、诗书、乐理上受过严格训练，对印度的艺术文化做出了重要的贡献。印度的穆杰拉舞和卡塔克舞由她们表演。1856年，英国侵略印度，击溃当地的起义势力，一些塔瓦伊夫也被迫沦为娼妓。